# Opel Sintra
Opel Sintra (type U) var en MPV fra bilfabrikanten Opel, som var baseret på en konstruktion fra moderselskabet General Motors. Dermed var modellen identisk med Chevrolet Venture, Oldsmobile Silhouette, Pontiac Trans Sport (fra 2000 Pontiac Montana), Buick GL8 og Vauxhall Sintra.
Sintra havde med enkeltsæder plads til op til syv personer, og med trepersoners bænkbagsæde også otte personer.

## Historie
Ved introduktionen i september 1996, som fandt sted efter præsentationen på Geneve Motor Show i marts måned samme år, fandtes Sintra med to benzinmotorer og fra sommeren 1998 ligeledes en dieselmotor.
Produktionen af Sintra foregik hos firmaet IBC Vehicles Ltd. i Luton, Storbritannien. Bilerne fra det sidste modelår blev fremstillet på samme fabrik, mens firmaet havde ændret navn til GM Manufacturing Luton Ltd.
Sideløbende blev Pontiac Trans Sport (senere Pontiac Montana) frem til 2004 med enkelte modifikationer (bl.a. Pontiac-kølergrill uden Pontiac-emblem, senere med Chevrolet-logo) importeret officielt til Europa og gennem udvalgte Opel-forhandlere solgt under navnet Chevrolet Trans Sport.
Salgstallene forblev langt under forventningerne, og i september 1999 blev produktionen indstillet på grund af katastrofale resultater fra flere kollisionstests.
Sintra blev efterfølgende afløst af den på Astra-platformen (GM3000) baserede og dermed betydeligt mere kompakte Zafira.
- Bagfra

## Bemærkelsesværdigt
For at reducere bilens vægt var motorhjelmen fremstillet komplet i aluminium, hvilket førte til en vægtbesparelse på ca. 6,2 kg i forhold til en almindelig motorhjelm af stålplade. De standardmonterede alufælge sparede 9 kg. Enkeltsædernes rammer, pedalholderne og ratnavet var fremstillet af magnesiumlegeringer. Styretøjets tandstang af stål muliggjorde yderligere vægtreduktioner. Selv skruefjedrene af nyt stål vejede 2,4 kg mindre end hidtil. Hjulene var specialudviklet af Firestone og havde reduceret rullemodstand.
Også udstødningsmæssigt gik Opel nye veje. For første gang blev der monteret en sekundærluftindblæsning mellem motor og katalysator, som efter koldstart med en elektrisk blæser i nogle sekunder blæste frisk luft ind i udstødningssystemet, som på grund af efteroxidation førte til en hurtigere opvarmning af katalysatoren.

## Tekniske data
|                                                | 2.2i 16V             | 3.0i V6              | 2.2 DTI                   |
| Byggeperiode                                   | 9/1996−9/1999        | 9/1996−9/1999        | 7/1998−9/1999             |
| Motordata                                      |                      |                      |                           |
| Motorkode                                      | X22XE                | X30XE                | X22DTH                    |
| Motortype                                      | R4-benzinmotor       | V6-benzinmotor       | R4-dieselmotor            |
| Antal ventiler pr. cylinder                    | 4                    | 4                    | 4                         |
| Ventilstyring                                  | DOHC, tandrem        | 2 × DOHC, tandrem    | OHC, tandrem              |
| Fødesystem                                     | Multipoint           | Multipoint           | Direkte                   |
| Trykladning                                    | –                    | –                    | Turbolader, ladeluftkøler |
| Køling                                         | Vandkøling           | Vandkøling           | Vandkøling                |
| Boring × slaglængde                            | 86,0 × 94,6 mm       | 86,0 × 85,0 mm       | 84,0 × 98,0 mm            |
| Slagvolume                                     | 2198 cm³             | 2962 cm³             | 2172 cm³                  |
| Kompressionsforhold                            | 10,5:1               | 10,8:1               | 18,5:1                    |
| Maks. effekt ved omdr./min.                    | 104 kW (141 hk) 5400 | 148 kW (201 hk) 6000 | 85 kW (115 hk) 4300       |
| Maks. drejningsmoment ved omdr./min.           | 202 Nm 2600          | 260 Nm 3600          | 260 Nm 1900               |
| Kraftoverførsel                                |                      |                      |                           |
| Drivende hjul                                  | Forhjul              | Forhjul              | Forhjul                   |
| Gearkasse                                      | 5-trins manuel       | 4-trins automatisk   | 5-trins manuel            |
| Præstationer                                   |                      |                      |                           |
| Topfart                                        | 183−189 km/t         | 201 km/t             | 175 km/t                  |
| Acceleration 0-100 km/t                        | 12,7 sek.            | 10,8 sek.            | 14,5 sek.                 |
| Brændstofforbrug pr. 100 km ved blandet kørsel | 8,1 liter Blyfri 95  | 9,1 liter Blyfri 95  | 6,8 liter Diesel          |
| CO2-udslip ved blandet kørsel                  | 229 g/km             | 275 g/km             |                           |

## Udstyr

### GLS
- Front- og sideairbags i fuld størrelse til fører og forsædepassager
- Trepunktssikkerhedsseler foran og på yderste siddepladser i anden og tredje sæderække
- Pyrotekniske selestrammere foran
- ABS, elektronisk styret
- Elektrisk justerbare og opvarmelige sidespejle i fører- og passagerside
- Tredje bremselygte
- El-ruder foran
- Aflåseligt og belyst handskerum
- FCKW-frit klimaanlæg
- Fire alufælge 6J×15
- Renluftfiltersystem med pollenfilter
- Dobbeltstålrørforstærkning i dørene
- Computerberegnede deformationszoner
- Skivebremser fortil og bagtil
- To skydedøre med børnesikring
- Servostyring
- Drejelige og højdejusterbare forsæder med justerbar lændehvirvelstøtte og midterarmlæn
- Grøntonede, varmedæmpende ruder
- Startspærre
- Centrallåsesystem med fjernbetjening og tyverisikring

### CD
- Bilalarm med ultrastrålekabineovervågning
- Elektronisk fartpilot
- Elektronisk styret niveauregulering
- Elektrisk soltag
- Fireeget, højdejusterbart rat
- Automatgearkasse med fire køretrin og tre køreprogrammer
- Elektrisk justerbare forsæder med sekspositioners hukommelse

## Sintra Fuel Cell
Opel Sintra Fuel Cell var en prototype til en brændselscellebil, som blev præsenteret på Geneve Motor Show i marts 1998. Bilen var baseret på den almindelige Opel Sintra, men var udstyret med en brændselscelle og en methanolomformer. Systemydelsen lå på 50 kW (68 hk). I september samme år præsenterede Opel på Paris Motor Show med Zafira Fuel Cell en køreklar efterfølger på basis af Zafira A, og i 2000 fulgte en yderligere prototype til en brændselscellebil, Opel HydroGen1.